# Pseudophasma perezii
Pseudophasma perezii är en insektsart som först beskrevs av Bolívar 1881.  Pseudophasma perezii ingår i släktet Pseudophasma och familjen Pseudophasmatidae. Inga underarter finns listade i Catalogue of Life.